# Gavriil Musicescu
Gavriil Musicescu (Izmaíl, 1847-Iași, 1903) fue un profesor, musicólogo y compositor rumano.

## Biografía
Nacido el 20 de marzo de 1847 en la ciudad de Ismail, en Besarabia, asistió a la escuela primaria en su ciudad natal y luego estudió en el seminario en Huși. Terminando el seminario, se matriculó en el conservatorio de Iași; en 1866, tras el concurso presentado, fue nombrado profesor de música en el seminario de Ismail. En 1870 fue a completar sus estudios musicales a la Capilla Imperial y al Conservatorio de San Petersburgo. En 1872, al regresar a Rumanía, tras el concurso presentado en Bucarest, obtuvo la cátedra de armonía en el conservatorio de Iași, que seguía ocupando a finales del siglo XIX. En 1876 se le confió la dirección del coro metropolitano de Iași. Escribió varios coros para celebraciones eclesiásticas, escolares y nacionales, un curso teórico con práctica y una colección de canciones populares para coro. En 1890 se matriculó como estudiante en la facultad de derecho de la Universidad de Iași y en 1893 obtuvo el título de licenciado en derecho. Musicescu, que ofreció conciertos corales tanto en Rumania como en otros países, falleció en 1903, el día 8 de diciembre, en Iași.